# Isochromodes undilinea
Isochromodes undilinea là một loài bướm đêm trong họ Geometridae.